# Fans (Kings of Leon)
Fans is een nummer van de Amerikaanse rockband Kings of Leon uit 2007. Het is de tweede single van hun derde studioalbum Because of the Times.
Het nummer is een hommage aan de fans van Kings of Leon in het Verenigd Koninkrijk, waar de band meer succes heeft dan in hun thuisland. Dit komt dan ook naar voren in de regel: "All of London sing / 'Cos England swings and they sure love the tales I bring". De baslijn van het nummer is geïnspireerd uit het nummer I'm O.K. van Styx. Net als de vorige singles flopte "Fans" in Amerika, maar werd het wel een hit in het Verenigd Koninkrijk, waar het de 13e positie behaalde. Ook in Vlaanderen behaalde het nummer de 13e positie, maar dan in de Tipparade. In Nederland bereikte het nummer geen hitlijsten.